# Мінгазов Руслан Камільйович
Руслан Камільйович Мінгазов (туркм. Ruslan Kamilýewiç Mingazow, нар. 23 листопада 1991, Ашгабат) — туркменський футболіст, півзахисник клубу «Пршибрам» та національної збірної Туркменістану.

## Клубна кар'єра
Руслан народився 23 листопада 1991 року в Ашгабаті а родині футболіста Каміля Мингазова. Футболом почав займатися з 6 років. Перший тренер — Василь Васильович Карпов.
У дорослому футболі дебютував 2007 року виступами за «Ашгабат», де провів два сезони і став чемпіоном Туркменістану та володарем Суперкубка країни. Провів 61 матч, забив 19 голів. На Кубку Президента Туркменістану, де Мінгазов забив 2 голи, гравця помітив тренер латвійського «Сконто» Пол Ешворт, крім того, була пропозиція і від вірменського клубу, у фінансовому плані навіть більш приваблива.
Сезон 2009 року почав в «Сконто». Перший гол забив у грі проти «Юрмали». У 2010 році разом з командою став чемпіоном Латвії, а 2012 року виграв національний кубок і потрапив до списку 22-х найкращих футболістів чемпіонату Латвії. У січні 2013 року був запрошений на перегляд в «Тоттенгем Готспур». 4 липня 2013 вперше забив у турнірі Ліги Європи, вразивши головою ворота молдавського «Тирасполя», тим самим принісши перемогу «Сконто» (1:0). У 2013 році був варіант продовження кар'єри в «Ростові». У сезоні 2013 став срібним призером чемпіонату Латвії.
У серпні 2014 року перейшов в чеський клуб «Яблонець», ставши першим туркменським футболістом в чемпіонаті Чехії. У чемпіонаті Чехії дебютував 31 серпня у грі проти «Спарти». Перший гол забив 3 жовтня 2014 року на 15 хвилині у матчі проти «Дукли». Разом з клубом дійшов до фіналу Кубка Чехії 2014/15 і завоював бронзові нагороди чемпіонату Чехії. Пропустив частину сезону 2015/16 через травми, провів 16 матчів і забив 5 голів, а так само разом з клубом вийшов у фінал Кубка Чехії 2015/16.
У червні 2016 року на правах вільного агента перейшов у празьку «Славію» і у першому ж сезоні став з командою чемпіоном Чехії. Влітку 2017 року у «Славії» через появу китайських інвесторів відбулось багато змін, прийшло багато гравців з-за кордону і Мінгазов, програвши конкуренцію, відправився в оренду в «Младу Болеслав», де грав до кінця року. Повернувшись на початку 2018 року до «Славії», він допоміг клубу виграти Кубок країни, втім основним гравцем знову не був і 7 вересня 2018 року знову був відданий в оренду, цього разу в «Пршибрам». Станом на 23 вересня 2018 року відіграв за команду з Пршибрама 3 матчі в національному чемпіонаті.

## Виступи за збірну
Учасник Азійських ігор 2010 у складі молодіжної збірної, в одному з групових матчів забив гол збірній Бахрейну. Забив гол за Олімпійську збірну Туркменістану 9 березня 2011 року у відбірковому матчі на літні Олімпійські ігри 2012 року проти Індонезії.
14 квітня 2009 року дебютував в офіційних іграх у складі національної збірної Туркменістану у відбірковому матчі Кубка виклику АФК проти Мальдів. Він забив свій перший гол за національну команду проти Бутану в наступному ж матчі, 16 квітня 2009 року. Другий гол забив 8 березня 2012 року, в матчі проти Мальдів. Разом зі збірною двічі виходив у фінал Кубка виклику АФК (на турнірах 2010 та 2012 років), втім в обох випадках туркмени поступались у фіналах.
В рамках відбіркового турніру на чемпіонат світу 2018 року вразив ворота збірної Ірану, зустріч закінчилася з рахунком 1:1.

## Титули і досягнення
Збірна Туркменістану
- Фіналіст Кубка виклику АФК: 2010, 2012

«Ашгабат»
- Чемпіон Туркменістану: 2008
- Володар Суперкубка Туркменістану: 2008

«Сконто»
- Чемпіон Латвії: 2010
- Віце-чемпіон Латвії: 2012, 2013
- Бронзовий призер чемпіонату Латвії: 2009
- Володар Кубка Латвії: 2011/12
- Переможець Балтійської ліги: 2010/11

«Яблонець»
- Бронзовий призер чемпіонату Чехії: 2014/15.
- Фіналіст Кубка Чехії: 2014/15, 2015/16

«Славія»
- Чемпіон Чехії: 2016/17
- Володар Кубка Чехії : 2017/18

### Особисті
- У списку 22 кращих футболістів чемпіонату Латвії : № 1 (2012)[20].
- Найкращий футболіст Туркменістану: 2015[21]

## Особисте життя
Син відомого в минулому вінгера «Копетдага» та збірної Туркменістану — Каміля Мінгазова. У Руслана дві сестри. Був студентом очного відділення Балтійської міжнародної академії, за спеціальністю менеджмент підприємства.
19 грудня 2014 року одружився з давньою подругою Айгуль — церемонія пройшла в Ашгабаті. Дочка, 2015 року народження.